# Намікі Цукімі
Цукімі Намікі (яп. 並木 月海; нар. 17 вересня 1998) — японська боксерка, призерка Олімпійських ігор 2020 року, чемпіонатів світу та Азії.

## Любительська кар'єра
Чемпіонат світу 2018
- 1/32 фіналу:Перемогла Азіз Йокубову (Узбекистан) — 3-2
- 1/16 фіналу:Перемогла Бусеназ Чакироглу (Туреччина) — 3-2
- 1/8 фіналу:Перемогла Сейру Сміт (Ірландія) — 3-2
- 1/4 фіналу:Перемогла Габріелу Хесус Де Соуза  (Бразилія) — 5-0
- 1/2 фіналу:Програла Жайні Шекербековій (Казахстан) — 0-5

Чемпіонат світу 2019
- 1/16 фіналу:Перемогла Назим Кизайбай (Казахстан) — 4-1
- 1/8 фіналу:Перемогла Ніну Радованович (Сербія) — 5-0
- 1/4 фіналу:Програла Пан Чхоль Мі (Північна Корея) — 0-5

Олімпійські ігри 2020
- 1/16 фіналу:Перемогла Катрін Нанзірі  (Уганда) — 5-0
- 1/8 фіналу:Перемогла Габріелу Хесус Де Соуза  (Бразилія) — 3-2
- 1/4 фіналу:Перемогла Інгріт Валенсію (Колумбія) — 5-0
- 1/2 фіналу:Програла Стойці Крастевій (Туреччина) — 0-5

На чемпіонаті Азії 2022 перемогла трьох суперниць, програла у фіналі Нгуєн Тхі Там (В'єтнам) і отримала срібну медаль.
На чемпіонаті світу 2023 програла в першому бою Вассілі Лхадірі (Франція).
На Азійських іграх 2022, що через пандемію коронавірусної хвороби пройшли 2023 року, програла в першому бою Чутамат Раксат (Таїланд).